# Billy Jennings (football, 1952)
Ne doit pas être confondu avec Billy Jennings (footballeur gallois).
William John Jennings, plus connu sous le nom de Billy Jennings (né le 20 février 1952 à Londres), est un joueur de football anglais qui évoluait au poste d'attaquant.

## Biographie
Avec le club de West Ham United, Billy Jennings joue 95 matchs en première division anglaise, inscrivant 33 buts. Il réalise sa meilleure performance lors de la saison 1974-1975, où il inscrit 13 buts. Le 20 décembre 1975, il inscrit avec West Ham un triplé en championnat, contre l'équipe de Stoke City.
Billy Jennings joue également avec West Ham sept matchs en Coupe d'Europe des vainqueurs de coupe lors de la saison 1975-1976, inscrivant trois buts. Il inscrit un but contre le club finlandais du Reipas Lahti lors du 1er tour, puis un doublé contre l'équipe néerlandaise du FC Den Haag en quart de finale. West Ham s'incline en finale face au RSC Anderlecht.

## Palmarès
| Watford - Championnat d'Angleterre de troisième division : - Meilleur buteur : 1974-75 (26 buts). |  | West Ham United \| - Coupe d'Angleterre : - Finaliste : 1974-75. - Sharity Shield : - Finaliste : 1975. \| \| - Coupe d'Europe des vainqueurs de coupe : - Finaliste : 1975-76. \| |  | Luton Town - Championnat d'Angleterre de deuxième division (1) : - Champion : 1981-82. |
| - Coupe d'Angleterre : - Finaliste : 1974-75. - Sharity Shield : - Finaliste : 1975.              |  | - Coupe d'Europe des vainqueurs de coupe : - Finaliste : 1975-76. |  |                                                                                        |